# Spiraeanthus
Spiraeanthus es un género monotípico de plantas perteneciente a la familia de las rosáceas. Su única especie:  Spiraeanthus schrenkianus, es originaria de Asia.

## Descripción
Es un arbusto cubierto de follaje parecido al helecho con pequeñas hojas compuestas. En los extremos de las ramas de este arbusto erecto se producen las inflorescencias de flores rosas. Este arbusto es un residente de las partes bajas de las montañas Karatau y de los desiertos de Betpak-Dala. Es un endemismo de Kazajistán. Relicto del Eoceno. Es el único pariente cercano del género Chamaebatiaria. 
Incluido en el Libro Rojo de Kazajistán. Se encuentra bajo protección en la Reserva Natural Karatau.

## Taxonomía
Spiraeanthus schrenkianus fue descrita por Carl Johann Maximowicz y publicado en Trudy Imperatorskago S.-Peterburgskago Botaničeskago Sada 6: 227, en el año 1879.